# Корольков, Дмитрий Николаевич
Дмитрий Николаевич Королько́в (13 [25] апреля 1858, село Парамоново, Болховский уезд, Орловская губерния, Российская империя — 25 марта 1942, Москва, СССР) — русский и советский филолог. Профессор, действительный статский советник. Брат И. Н. Королькова. Известен как автор «Латинско-русского словаря».

## Биография
Родился в Орловской губернии в многодетной семье священника Николая Ивановича Королькова и жены его Александры Матвеевны.
Окончил Петербургский историко-филологический институт, где учился в 1877—1881 гг., по отделению классической филологии, ученик Ф. Ф. Соколова. По окончании института был отправлен в двухлетнюю командировку в Афины для археологических работ, принимал участие в работах Германского археологического института и был избран его членом. Возвратившись в Россию, был вынужден прервать научную работу вследствие тяжёлой болезни глаз — хронического воспаления сетчатки левого глаза.
С 1 марта 1884 года состоял учителем древних языков во 2-й Московской гимназии, затем в 1892—1904 годах был инспектором 4-й Московской гимназии.
С 1892 года переводил методические руководства и монографии по педагогике, дидактике и методике преподавания древних языков с немецкого, английского и французского языков.
В 1905 году, после смерти А. В. Адольфа, Корольков продолжил редактирование «Педагогической библиотеки», основанной К. И. Тихомировым. В ней Корольковым были опубликованы труды Песталоцци, Фребеля, Дистервега, Руссо и других классиков западной педагогики.
С 1904 года стал (последним) директором частной гимназии им. Григория Шелапутина. В 1906 году также был приглашён в качестве руководителя по латинскому и греческому языкам на Курсы для подготовки преподавателей средних учебных заведений. В 1913 году, оставаясь директором гимназии, на правах профессора honoris causa стал преподавать в Педагогическом институте им. П. Г. Шелапутина, его проректор и руководитель кафедры древних языков.
С 1922 года по приглашению М. Н. Покровского стал профессором (впоследствии доцентом) латинского и греческого языков, а затем немецкого и итальянского, в Институте красной профессуры. С 1934 года Д. Н. Корольков стал преподавать на кафедре классической филологии МИФЛИ (с 1935 года — профессор); в 1934 году в Доме Учёных преподавал итальянский язык.
Д. Н. Корольков был инициатором создания и соавтором «Латинско-русского словаря», вышедшего уже после его смерти (1-е изд. — 1949 г.) и переиздававшегося под именем сотрудника Д. Н. Королькова — И. Х. Дворецкого. Также Королькову принадлежит ряд статей и переводов, в частности, переводы с латинского языка: «Великой дидактики» Яна Амоса Коменского, магистерской диссертации Канта и 25 печатных листов трудов Декарта.
Много путешествовал по миру: не только по Европе, но бывал и в Китае, Индии и, может быть что и в Индонезии.
Похоронен на 2-м участке Введенского кладбища в Москве.

## Семья
Жена (с 1918) — Вера Ивановна (1895 — 1970), младшая дочь коннозаводчика Токарева, родом из Селиховской волости Болховского уезда Орловской губернии, кандидат технических наук.